# یواس‌اس سیاه (دی‌دی-۶۶۶)
یواس‌اس سیاه (دی‌دی-۶۶۶) (به انگلیسی: USS Black (DD-666)) یک کشتی بود که طول آن ۱۱۴٫۷ متر (۳۷۶ فوت) بود. این کشتی در سال ۱۹۴۳ ساخته شد.